# La Ménitré
La Ménitré est une commune française située dans le département de Maine-et-Loire, en région Pays de la Loire.

## Géographie

### Localisation
Commune angevine implantée sur la rive nord de la Loire, La Ménitré est située dans le Val de Loire, entre Angers et Saumur, à mi-distance des deux villes en longeant la levée du fleuve.

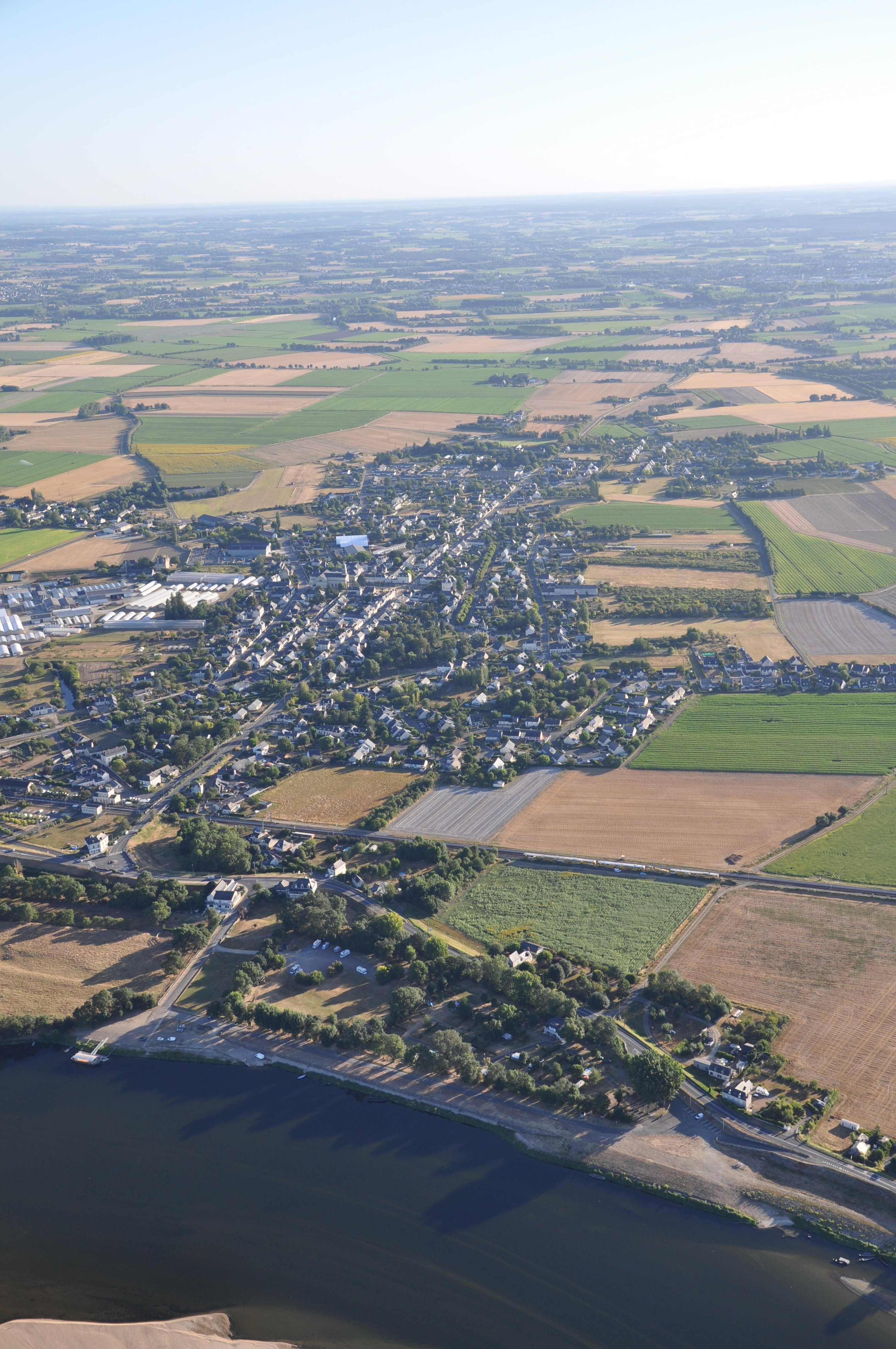
Vue aérienne de La Ménitré.

### Communes limitrophes
| Mazé-Milon, Loire-Authion |                     | Beaufort-en-Anjou   |
|                           | La Ménitré          |                     |
|                           | Gennes-Val-de-Loire | Gennes-Val-de-Loire |

### Géographie physique
La région a été très remembrée, néanmoins subsistent :
- un certain nombre de boire, comme la boire Girard ;
- une zone bocagère, celle du Fraubert ;
- des prairies inondables sur le bord de Loire.

### Transports
- Gare de La Ménitré.

### Climat
Pour des articles plus généraux, voir Climat des Pays de la Loire et Climat de Maine-et-Loire.
En 2010, le climat de la commune est de type climat océanique altéré, selon une étude du CNRS s'appuyant sur une série de données couvrant la période 1971-2000. En 2020, Météo-France publie une typologie des climats de la France métropolitaine dans laquelle la commune est exposée à un climat océanique et est dans la région climatique Moyenne vallée de la Loire, caractérisée par une bonne insolation (1 850 h/an) et un été peu pluvieux.
Pour la période 1971-2000, la température annuelle moyenne est de 12,2 °C, avec une amplitude thermique annuelle de 14,5 °C. Le cumul annuel moyen de précipitations est de 622 mm, avec 11,2 jours de précipitations en janvier et 5,6 jours en juillet. Pour la période 1991-2020, la température moyenne annuelle observée sur la station météorologique installée sur la commune est de 12,8 °C et le cumul annuel moyen de précipitations est de 668,8 mm,. Pour l'avenir, les paramètres climatiques de la commune estimés pour 2050 selon différents scénarios d'émission de gaz à effet de serre sont consultables sur un site dédié publié par Météo-France en novembre 2022.
| Mois                                  | jan.            | fév.             | mars        | avril         | mai           | juin         | jui.           | août         | sep.         | oct.          | nov.            | déc.           | année    |
| ------------------------------------- | --------------- | ---------------- | ----------- | ------------- | ------------- | ------------ | -------------- | ------------ | ------------ | ------------- | --------------- | -------------- | -------- |
| Température minimale moyenne (°C)     | 3,2             | 2,8              | 4,7         | 6,5           | 10            | 13,1         | 14,7           | 14,5         | 11,6         | 9,3           | 5,8             | 3,4            | 8,3      |
| Température moyenne (°C)              | 5,9             | 6,4              | 9,2         | 11,7          | 15,2          | 18,6         | 20,4           | 20,3         | 17,1         | 13,4          | 9               | 6,3            | 12,8     |
| Température maximale moyenne (°C)     | 8,7             | 10               | 13,7        | 16,9          | 20,5          | 24,1         | 26,2           | 26,1         | 22,7         | 17,6          | 12,3            | 9,1            | 17,3     |
| Record de froid (°C) date du record   | −16 17.01.1987  | −14,5 25.02.1986 | −9 01.03.05 | −3 21.04.1991 | 0 08.05.1974  | 3 04.06.1975 | 6,5 11.07.1972 | 6 31.08.1986 | 1 11.09.1972 | −4 30.10.1997 | −7,5 23.11.1993 | −10 30.12.1996 | −16 1987 |
| Record de chaleur (°C) date du record | 18,5 15.01.1975 | 22 27.02.19      | 25 19.03.05 | 30 20.04.18   | 32,5 27.05.05 | 38 21.06.17  | 39 22.07.1990  | 40 10.08.03  | 34 06.09.06  | 30,5 03.10.11 | 23 08.11.15     | 19 07.12.00    | 40 2003  |
| Précipitations (mm)                   | 64              | 49,5             | 48,6        | 53,7          | 55,7          | 43           | 45,8           | 46,9         | 52,5         | 70,1          | 69,9            | 69,1           | 668,8    |

## Urbanisme

### Typologie
Au 1er janvier 2024, La Ménitré est catégorisée bourg rural, selon la nouvelle grille communale de densité à sept niveaux définie par l'Insee en 2022.
Elle appartient à l'unité urbaine de La Ménitré, une unité urbaine monocommunale constituant une ville isolée,. Par ailleurs la commune fait partie de l'aire d'attraction d'Angers, dont elle est une commune de la couronne,. Cette aire, qui regroupe 81 communes, est catégorisée dans les aires de 200 000 à moins de 700 000 habitants,.

### Occupation des sols
L'occupation des sols de la commune, telle qu'elle ressort de la base de données européenne d’occupation biophysique des sols Corine Land Cover (CLC), est marquée par l'importance des territoires agricoles (86 % en 2018), une proportion sensiblement équivalente à celle de 1990 (86,6 %). La répartition détaillée en 2018 est la suivante : 
terres arables (66,8 %), zones agricoles hétérogènes (16,7 %), zones urbanisées (8,3 %), eaux continentales (2,7 %), prairies (2,5 %), espaces ouverts, sans ou avec peu de végétation (1,7 %), zones industrielles ou commerciales et réseaux de communication (1,4 %). L'évolution de l’occupation des sols de la commune et de ses infrastructures peut être observée sur les différentes représentations cartographiques du territoire : la carte de Cassini (XVIIIe siècle), la carte d'état-major (1820-1866) et les cartes ou photos aériennes de l'IGN pour la période actuelle (1950 à aujourd'hui).

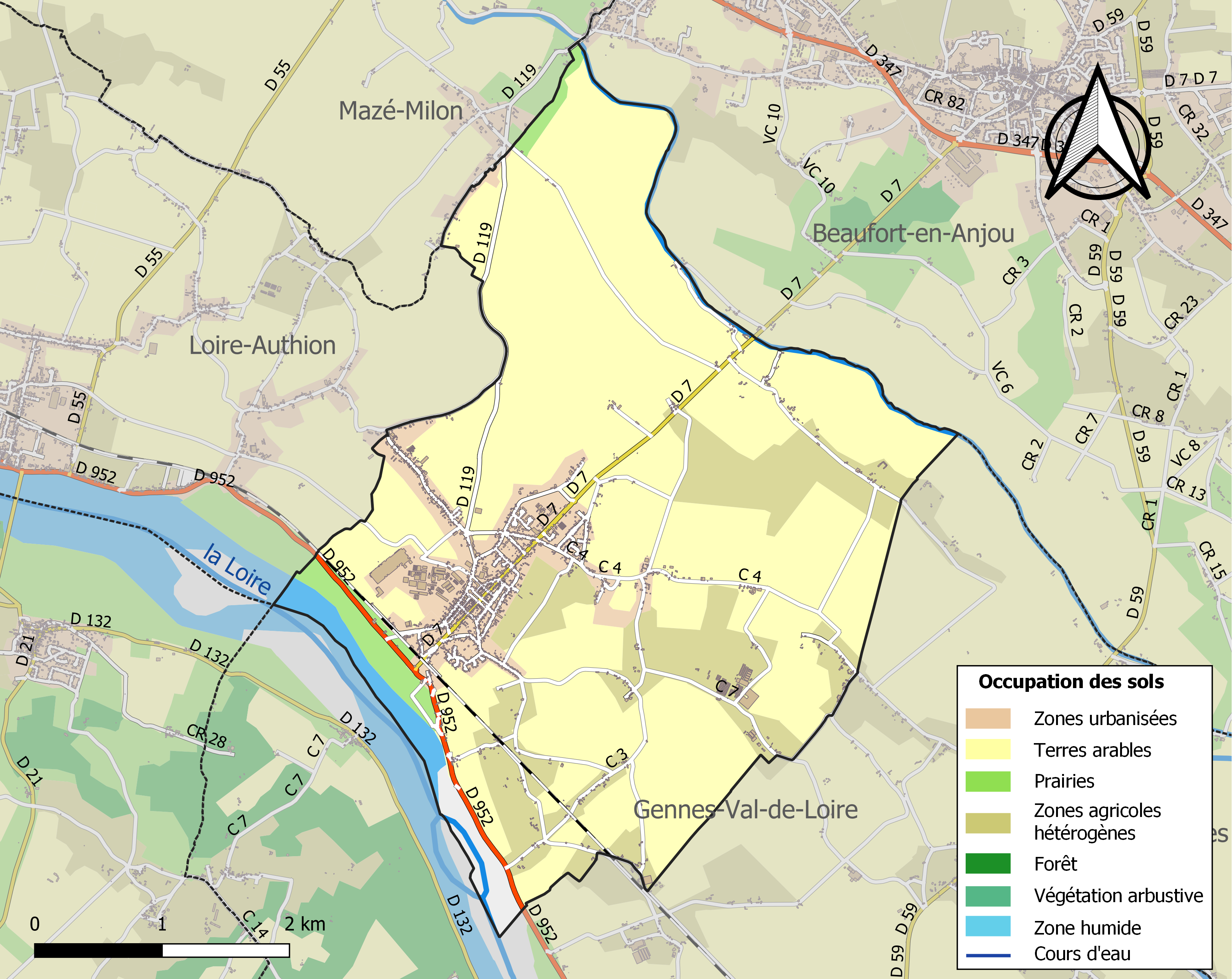
Carte des infrastructures et de l'occupation des sols de la commune en 2018 (CLC).

## Toponymie
La Ménistré de Beaufort en 1346.

## Histoire
La Ménitré est créée en 1824 à partir de territoires des communes de Beaufort-en-Vallée, les Rosiers-sur-Loire et Saint-Mathurin-sur-Loire.
Le 22 décembre 1870, le ballon monté Lavoisier, monté par Raoul de Boisdeffre, s'envole de la gare d'Orléans à Paris alors assiégé par les Prussiens et termine sa course à La Ménitré après avoir parcouru 290 kilomètres.
Le 6 juillet 2015, alors que les sept autres communes membres de la communauté de communes de la Vallée-Loire-Authion votaient favorablement à la création d'une commune nouvelle, le conseil municipal de La Ménitré rejette cette option, et lors de son conseil municipal le 1er octobre suivant, décide de rejoindre la communauté de communes de Beaufort-en-Anjou le 1er janvier 2016.
À partir du 1er janvier 2017, à la suite de regroupements, elle devient membre de la communauté de communes Baugeois Vallée.

## Politique et administration

### Administration municipale
| Période                                  | Période                   | Identité               | Étiquette | Qualité |
| ---------------------------------------- | ------------------------- | ---------------------- | --------- | --- |
| 1825                                     | 1829                      | Jacques Métivier       |           | |
| 1829                                     | 1832                      | Étienne Normand        |           | |
| 1833                                     | 1870                      | René Pelé              |           | |
| 1870                                     | 1881                      | André Pelé             |           | |
| 1881                                     | 1884                      | Pierre Normand-Bougiau |           | |
| 1884                                     | 1908                      | André Pelé             |           | |
| 1908                                     | 1919                      | Émile Normand          |           | |
| 1919                                     | 1925                      | Auguste Rochaux        |           | |
| 1925                                     | 1945                      | Albert Richard         |           | |
| 1945                                     | mars 1965                 | Pierre Coulon          |           | |
| mars 1965                                | mars 2001                 | Nicolas Gérard         | DVD       | Employé des ressources humaines, maire honoraire Président du Syndicat mixte Loire-Authion Suppléant du sénateur Jean Huchon |
| mars 2001                                | mars 2014                 | Claude Mainguy         | DVD       | Ancien directeur du CNPH, maire honoraire Adjoint au maire (1977 → 2001) Vice-président de la CC Vallée-Loire-Authion        |
| mars 2014                                | mai 2020                  | Jackie Passet,         | DVD       | Pharmacien retraité 9e vice-président de la CC Baugeois-Vallée                                                               |
| mai 2020                                 | En cours (au 28 mai 2020) | Tony Guéry             | DVD       | Secrétaire administratif Premier adjoint au maire (2014 → 2020) Vice-président de la CC Baugeois Vallée (2020 → )            |
| Les données manquantes sont à compléter. |                           |                        |           | |

### Intercommunalité
La Ménitré fait partie :
- de 1997 à 2015, de la communauté de communes de la Vallée-Loire-Authion ;
- de 2015 à 2017, de la communauté de communes de Beaufort-en-Anjou ;
- à partir du 1er janvier 2017, de la communauté de communes Baugeois-Vallée.

## Population et société

### Démographie

#### Évolution démographique
L'évolution du nombre d'habitants est connue à travers les recensements de la population effectués dans la commune depuis 1831. Pour les communes de moins de 10 000 habitants, une enquête de recensement portant sur toute la population est réalisée tous les cinq ans, les populations de référence des années intermédiaires étant quant à elles estimées par interpolation ou extrapolation. Pour la commune, le premier recensement exhaustif entrant dans le cadre du nouveau dispositif a été réalisé en 2008.

En 2022, la commune comptait 2 057 habitants, en évolution de −1,53 % par rapport à 2016 (Maine-et-Loire : +2,12 %, France hors Mayotte : +2,11 %).
| 1831  | 1836  | 1841  | 1846  | 1851  | 1856  | 1861  | 1866  | 1872  |
| ----- | ----- | ----- | ----- | ----- | ----- | ----- | ----- | ----- |
| 2 117 | 2 243 | 2 378 | 2 359 | 2 412 | 2 432 | 2 297 | 2 279 | 2 136 |

| 1876  | 1881  | 1886  | 1891  | 1896  | 1901  | 1906  | 1911  | 1921  |
| ----- | ----- | ----- | ----- | ----- | ----- | ----- | ----- | ----- |
| 2 115 | 1 971 | 1 953 | 1 861 | 1 765 | 1 683 | 1 596 | 1 551 | 1 350 |

| 1926  | 1931  | 1936  | 1946  | 1954  | 1962  | 1968  | 1975  | 1982  |
| ----- | ----- | ----- | ----- | ----- | ----- | ----- | ----- | ----- |
| 1 336 | 1 319 | 1 266 | 1 286 | 1 268 | 1 243 | 1 179 | 1 503 | 1 708 |

| 1990  | 1999  | 2006  | 2008  | 2013  | 2018  | 2022  | - | - |
| ----- | ----- | ----- | ----- | ----- | ----- | ----- | - | - |
| 1 780 | 1 899 | 2 053 | 2 089 | 2 102 | 2 056 | 2 057 | - | - |

#### Pyramide des âges
En 2018, le taux de personnes d'un âge inférieur à 30 ans s'élève à 33,0 %, soit en dessous de la moyenne départementale (37,2 %). À l'inverse, le taux de personnes d'âge supérieur à 60 ans est de 29,5 % la même année, alors qu'il est de 25,6 % au niveau départemental.
En 2018, la commune comptait 1 011 hommes pour 1 045 femmes, soit un taux de 50,83 % de femmes, légèrement inférieur au taux départemental (51,37 %).
Les pyramides des âges de la commune et du département s'établissent comme suit.
| Hommes | Classe d’âge | Femmes |
| ------ | ------------ | ------ |
| 0,7    | 90 ou +      | 2,8    |
| 8,3    | 75-89 ans    | 10,1   |
| 18,0   | 60-74 ans    | 19,0   |
| 20,0   | 45-59 ans    | 19,5   |
| 18,4   | 30-44 ans    | 17,0   |
| 15,1   | 15-29 ans    | 12,7   |
| 19,5   | 0-14 ans     | 18,8   |

| Hommes | Classe d’âge | Femmes |
| ------ | ------------ | ------ |
| 0,9    | 90 ou +      | 2,1    |
| 7      | 75-89 ans    | 9,5    |
| 16,2   | 60-74 ans    | 16,9   |
| 19,4   | 45-59 ans    | 18,7   |
| 18,2   | 30-44 ans    | 17,5   |
| 18,8   | 15-29 ans    | 17,6   |
| 19,5   | 0-14 ans     | 17,6   |

### Vie locale
Jusqu'en 2018 s'y déroule en juillet La fête des coiffes organisée par le comité du festival de Folklore d'Anjou et du monde. Une exposition de Land art sur l'île de Baure s'y déroule également au début des années 2000.
On pratique sur la commune la boule de fort,.

## Économie
Sur 120 établissements présents sur la commune à fin 2010, 24 % relèvent du secteur de l'agriculture (pour une moyenne de 17 % sur le département), 6 % du secteur de l'industrie, 5 % du secteur de la construction, 48 % de celui du commerce et des services et 18 % du secteur de l'administration et de la santé. Cinq ans plus tard, en 2015, sur les 150 établissements présents, 16 % relèvent du secteur de l'agriculture (pour une moyenne de 11 % sur le département), 6 % du secteur de l'industrie, 7 % de celui de la construction, 55 % du secteur du commerce et des services et 16 % de celui de l'administration et de la santé.
On trouve plusieurs entreprises sur la commune, et notamment Vilmorin et une fabrique des bières d'Anjou. On y trouve aussi le CNPH (Centre national de promotion horticole).

## Culture locale et patrimoine

### Lieux et monuments
- L'église Saint-Jean-Baptiste (MH)[37] ;
- Le manoir de La Ménitré (MH)[38] ;
- Le manoir Jeanne de Laval (XVe siècle) ;
- La maison du poète Marc Leclerc ;
- Le moulin du Goislard (XVIIIe siècle)[39] ;
- Le moulin de la Vierge ;
- L'arboretum des pépinières Minier[40] ;
- Le port Saint-Maur, en bordure de Loire, en face de l'abbaye de Saint-Maur ;
- L'île de Baure.

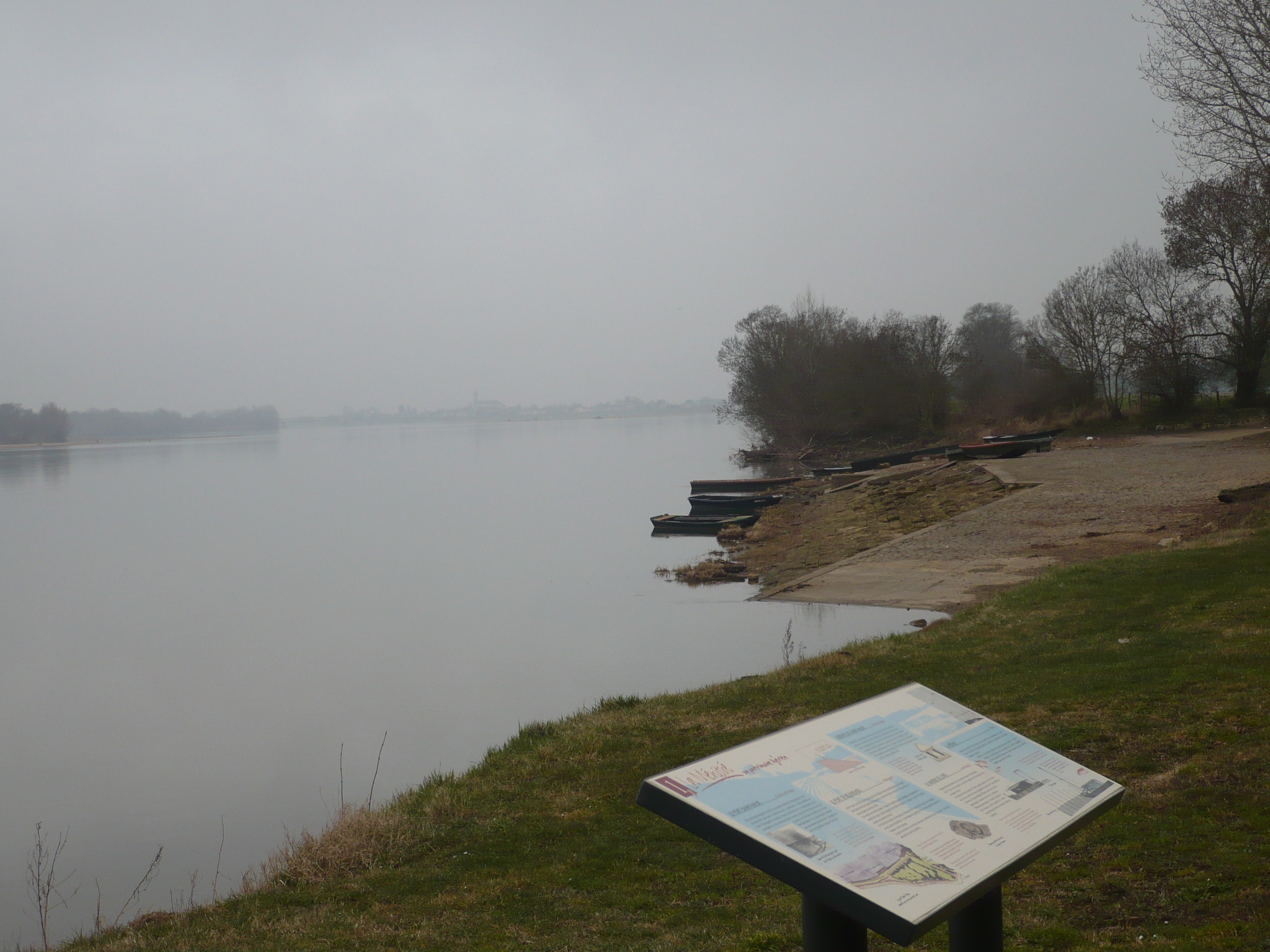
Le port Saint-Maur.
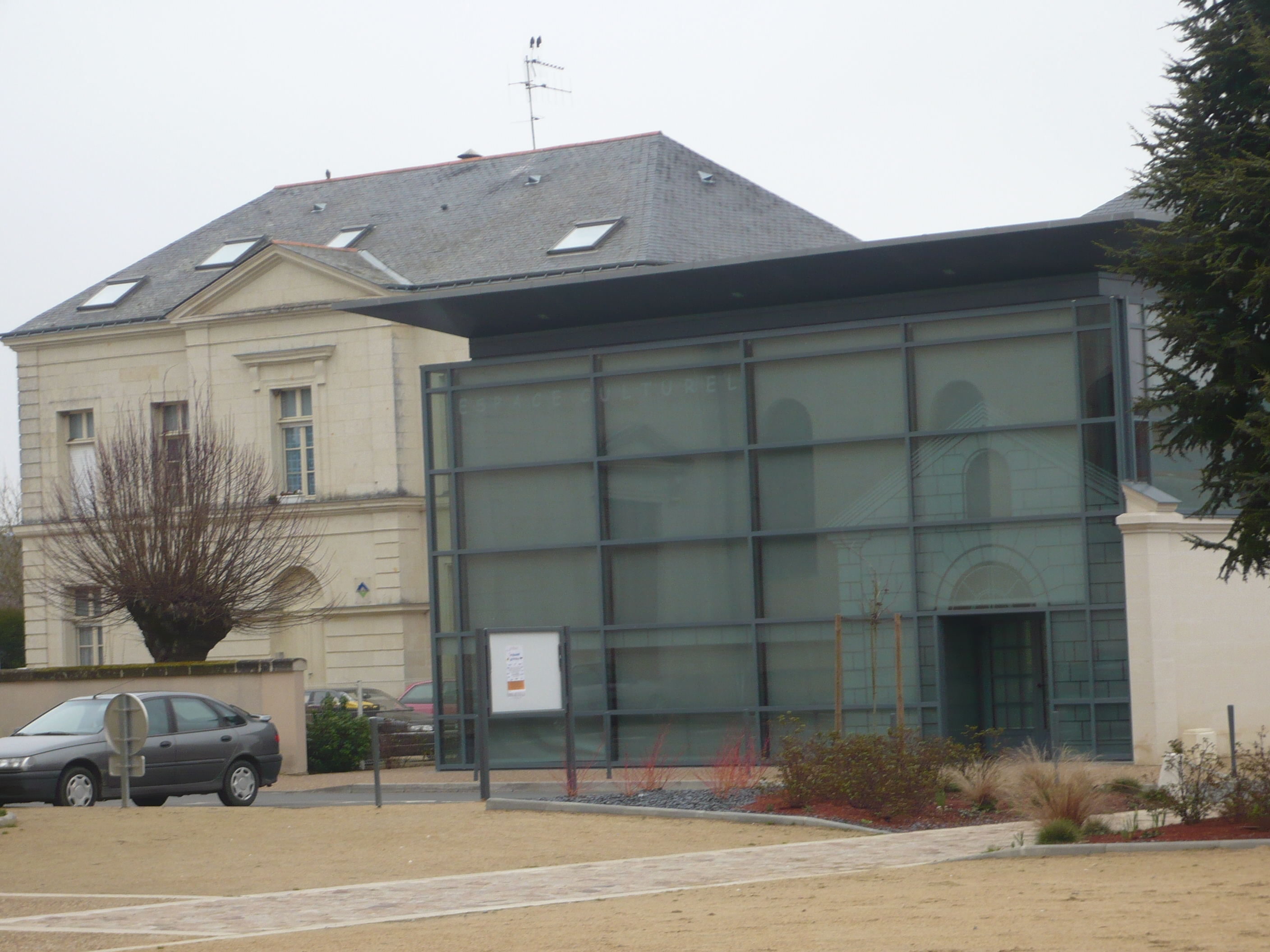
La médiathèque.
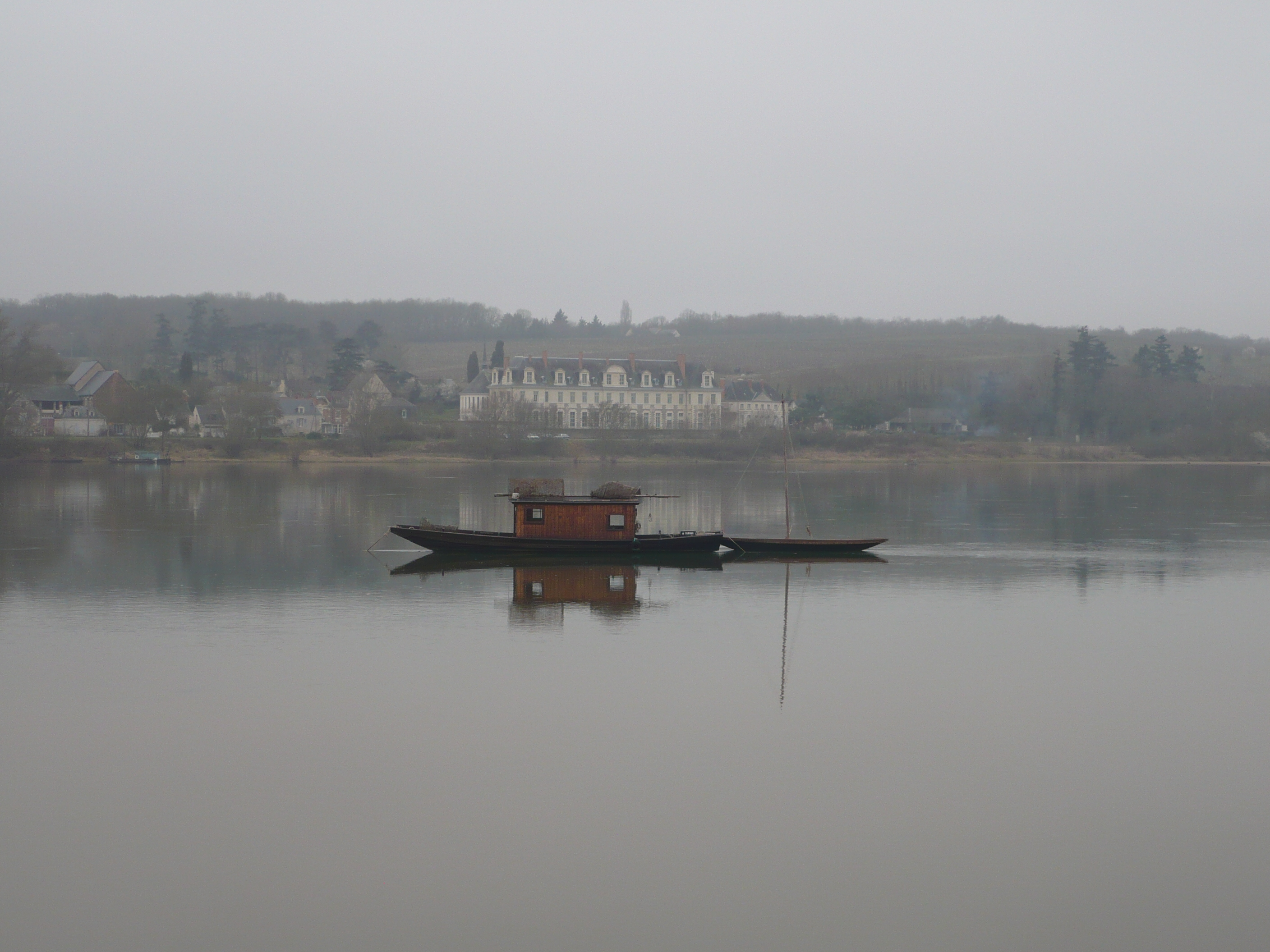
Vue de l'abbaye de Saint-Maur.

### Personnalités liées à la commune
- Le roi Louis XI (1423-1483) arrivait très fréquemment à la Ménitré, afin d'aller à Angers ainsi qu'aux Ponts-de-Cé. En effet, le roi possédant plusieurs bateaux savait parfaitement que le voyage en bateau était plus efficace que celui sur la terre. Il commença à débarquer à la Ménitré à partir du lundi 21 août 1469, au moins, tandis que sa dernière arrivée fut enregistrée le lundi 22 octobre 1481. Il est probable qu'en 1480, il y séjourna, car les dates 14 ainsi que 15 septembre se trouvent dans ses itinéraires. En bénéficiant des fleuves, notamment la Loire, le roi considérait que le transport dans le royaume soit amélioré par ce moyen[41].
- Ernest-Sylvain Bollée (1814-1891), fondeur de cloches  itinérant (affaire de famille depuis 1715), inventeur de l'éolienne Bollée, s'y est marié avec Geneviève Félicité Dufeu, et sont les parents de Amédée-Ernest Bollée, d'Ernest-Jules Bollée et d'Auguste-Sylvain Bollée.
- Alphonse Vétault (1843-1898), né à La Ménitré, écrivain et historien.
- Marc Leclerc (1874-1946), surnommé le barde de l'Anjou y est mort.